# Un nom de cheval
Un nom de cheval (en russe : Lochadinaïa familia) est une nouvelle d’Anton Tchekhov, parue en 1885.

## Historique
Un nom de cheval est initialement publié dans la revue russe Le Journal de Pétersbourg, no 183, du 7 juillet 1885, signée A.Tchékhonté. Dans la traduction française d'Édouard Parayre, un nom propre a été francisé pour en faire ressortir le côté humoristique.

## Résumé
Le major général à la retraite Bouldëiev a une rage de dents. Il a tout essayé, fait venir des docteurs, mais rien n’y fait. Il faudrait arracher la dent, mais il s’y refuse.
Ivan, son intendant, lui raconte l’histoire d’un homme qui est capable par de simples paroles de faire disparaître la douleur. Bouldëiev n’y croit pas, surtout que l’homme habitant loin, il faudrait lui envoyer de l’argent et un message par télégraphe pour qu’il officie à distance.
La douleur étant la plus forte, il y consent néanmoins. Le problème est qu’Ivan a oublié le nom de cet homme. Comment envoyer un télégramme à un inconnu ? Il se souvient que l’homme avait un nom de cheval. Aidée par la femme du général, ils essaient tous les noms. Bientôt, tout le personnel du manoir cherche également, sans succès.
Le lendemain, Ivan arrive en courant : le nom, c’est Davoine ! 
C’est trop tard, Bouldëiev s’est fait arracher la dent.

## Édition française
- Un nom de cheval, traduit par Édouard Parayre, in Œuvres I, Paris, Éditions Gallimard, coll. « Bibliothèque de la Pléiade » no 197, 1968  (ISBN 978-2-07-0105-49-6).